# Suchodus
Suchodus è un genere di rettili marini estinto, appartenente ai crocodilomorfi. Visse nel Giurassico medio - superiore (Calloviano - Oxfordiano, circa 167 - 160 milioni di anni fa) e i suoi resti fossili sono stati ritrovati in Europa (Inghilterra. Francia).

## Descrizione
Questo animale aveva un aspetto piuttosto diverso da quello degli attuali coccodrilli: come molte forme simili (ad esempio Geosaurus e Metriorhynchus), Suchodus doveva possedere un corpo slanciato e sprovvisto di corazza, con quattro arti trasformati in strutture simili a pagaie (il paio anteriore era più corto) e una lunga coda terminante in una struttura carnosa bilobata. Il cranio, rispetto a quello dell'affine Metriorhynchus, possedeva un muso più corto e robusto.

## Classificazione
Suchodus fa parte dei metriorinchidi, un gruppo di animali affini ai coccodrilli che si svilupparono nel corso del Giurassico verso uno stile di vita strettamente acquatico. Suchodus, secondo recenti analisi (Cau e Fanti, 2011) potrebbe essere il membro più basale del clade dei Geosaurinae, comprendente i metriorinchidi dotati di una struttura più robusta. Il più antico geosaurino noto, tuttavia, è Neptunidraco.

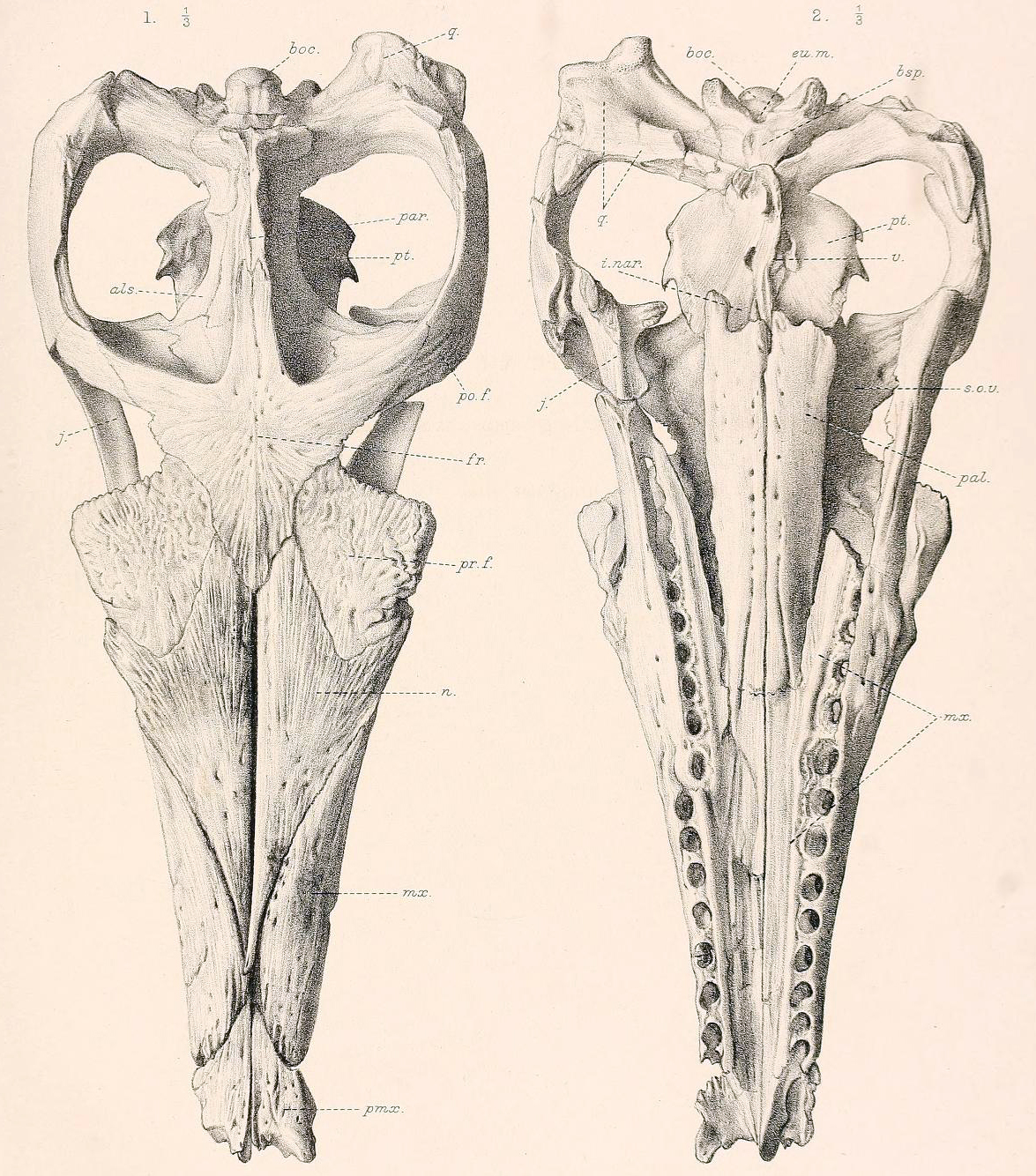
Illustrazione del cranio di Suchodus brachyrhynchus

Il genere Suchodus fu istituito da Richard B. Lydekker nel 1890, sulla base di resti fossili provenienti dalla Francia e risalenti al Calloviano. La specie tipo è S. durobrivense, rinvenuta poi anche in Inghilterra. Un successivo studio di C.W. Andrews (1913) attribuì questa specie al genere Metriorhynchus, ma analisi filogenetiche più recenti (Young e de Andrade, 2009; Young et al., 2009) hanno dimostrato la validità del genere, ben distinto da Metriorhynchus e appartenente a una linea evolutiva più affine a Geosaurus. Un'altra specie attribuita a Suchodus è S. brachyrhynchus, inizialmente descritta da Eudes-Deslongchamps nel 1867, che comprende anche i fossili precedentemente attribuiti alla specie Metriorhynchus cultridens. S. brachyrhynchus è noto per fossili rinvenuti in Inghilterra e in Francia in strati del Calloviano e dell'Oxfordiano.